# 3 rondó (Bartók)
Bartók Béla 84-es Szőlőssy-jegyzékszámú, vagy BB 92-es 3 rondó népi dallamokkal című sorozata 1916 és 1927 között, nem egy időben készült, és a mű körülbelül 8 perc hosszú.
Az első darab korábbi formájában szlovák népdalok füzére volt. Témája a „Lánc, lánc, eszterlánc” gyermekdalra emlékeztető derűs, békés dallam. Első epizódja brutális unisono-motívummal indul: ebből válik szilajmotorikus, az Allegro Barbaróra emlékeztető szakasz. A rondótéma újabb felhangzása után következő második epizód ugyancsak játékos gyermekmondóka jellegű, variáltan feldolgozott dallam. Kódaként ismét a téma csendül fel, szelíd búcsút véve. A második darab az 1926-ban írt zongoraművek stílusát követi. Két epizódjának anyagát a zeneszerző szimmetrikusan helyezi el a vissza-visszatérő rondótémával váltakozva. A harmadik rondó témája ugyancsak ütőhangszer jellegű, pattogó-ritmikus, epizódjai – amelyek szlovák népzenei anyagból származnak – ellenpontosan szerkesztettek.

kóda = függelék; befejező szakasz zenemű tételének végén.
- Tételek:

1. Andante
2. Vivacissimo
3. Allegro molto

## Autográf anyagok

### 1. szám
[c1916-os forma: 3 különálló tót népdalfeldolgozás, autográf fogalmazványa lappang; – c1927-es revízió: egy tétellé átdolgozott forma].
- Dedikációs másolatok az 1. epizódból:

1. Autográf tisztázat, E. Hertzkának ajánlva, 1925. szeptember, Tót népdal címmel (New York Pierpont Morgan Library, Robert Owen Lehman Collection letéti anyag)
2. Másik autográf tisztázat, 1916 dátummal (de valószínűleg későbbi leírás), Tót népdal címmel (MTA Zenetudományi Intézet Fond 2/32; fakszimile kiadása: Zenei Szemle 1928)

- Metszőpéldány, a három népdalfeldolgozás Ziegler Márta másolatában, a rondótéma visszatérései és az átdolgozás Bartók írása (Bartók Péter gyűjteménye: 45 PFC2)
- Pásztory Ditta másolata (ifj. Bartók Béla gyűjteménye)

### 2–3. szám
[1927]
- Fogalmazvány, „2 (3) kis rapszódia” címzéssel, a 3. szám („I.”) egy, a 2. szám (egy feldolgozott népdal kihúzásával) két változatban, további variáns formákkal (New York Pierpont Morgan Library, Robert Owen Lehman Collection letéti anyag)
- Másolat, Ditta kópiája Bartók kiegészítéseivel, az Universal Edition 9530 elsőkiadás (1930) metszőpéldánya (2–3. szám) (Bartók Péter gyűjteménye: 45PFC2).
- Javított Boosey & Hawkes példány (Bartók Péter gyűjteménye: 45PFC1).